# علامتا زائد وناقص
علامتا زائد وناقص أو الإشارتان الجبريتان (+ و−) هما رمزان رياضيان يستخدمان للتعبير عن الأعداد السالبة والموجبة بالإضافة إلى عمليات الجمع والطرح في الحساب.

## التاريخ
انظر إلى يوهانس فيدمان.
روبرت غيكوغد هو أول من استعمل علامة التساوي =. ولقد كان هو أيضا أول من أدخل استعمال علامتي + و - إلى إنجلترا. كان ذلك عام 1557 في عمل له.

## إشارة زائد
تستخدم إشارة زائد للدلالة على عملية ثنائية هي الجمع كما في 2 + 3 = 5 . كما تعمل كعملية أحادية وهي إبقاء العدد بدون أي تغيير فيه (+5 تساوي تماماً العدد 5).

## إشارة ناقص
تستخدم إشارة ناقص إشارةً لعملية ثنائية هي الطرح كما في 5 − 3 = 2. كما تعمل عملية أحادية وهي إعطاء نظير العدد بالنسبة للجمع، مثلاً العدد −5 هو نظير العدد 5 بالنسبة لعملية الجمع.